# Pierluigi Carafa
Pour les articles homonymes, voir Carafa.
Pour les autres membres de la famille, voir Famille Carafa.
Pierluigi Carafa, né le 4 juillet 1677 à Naples, en Campanie, alors capitale du royaume de Naples et mort le 15 décembre 1755 à Rome, est un cardinal italien du XVIIIe siècle.
Pierluigi  Carafa est un parent des cardinaux Carlo Caraffa della Spina (1664), Filippo Carafa della Serra (1378), Oliviero Carafa (1467), Gianvincenzo Carafa (1527), Carlo Caraffa (1555), Diomede Carafa (1555), Alfonso Carafa (1557), Antonio Carafa (1568), Pier Luigi Carafa (1645), Fortunato Ilario Carafa della Spina (1686), Francesco Carafa della Spina di Traetto (1773), Marino Carafa di Belvedere (1801) et  de Domenico Carafa della Spina di Traetto (1844).

## Biographie
Pierluigi Carafa exerce diverses fonctions au sein de la Curie romaine, notamment comme gouverneur dans plusieurs villes. Il est nommé archevêque titulaire de Larissa en 1713 et nonce apostolique dans le grand-duché de Toscane (en) jusqu'en 1717.
Le pape Benoît XIII le crée cardinal lors du consistoire du 20 septembre 1728.
Le cardinal Carafa est camerlingue du Collège des cardinaux en 1737-1738 et vice-doyen, puis doyen du Collège des cardinaux.
Il participe au conclave de 1730, lors duquel Clément XII est élu pape et à celui de 1740 (élection de Benoît XIV).
Le cardinal Carafa meurt à Rome le 15 décembre 1755 à l'âge de 78 ans

## Succession apostolique
Pierluigi Carafa a ordonné les évêques suivants :
- Évêque Francesco Castello (1730)
- Évêque Santiago Piñaque, O.Carm. (1730)
- Évêque Lorenzo Gioeni (it) (1730)
- Évêque Leone Luca Vita (1734)
- Évêque Diomede Bianconi (1734)
- Évêque Filippo Niccolò Spinelli (nl) (1735)
- Évêque Marcantonio Amalfitani (1735)
- Évêque Antonio Maria Carafa, C.R. (1742)
- Évêque Giuseppe Francesco Rossi (1742)
- Évêque Marcello Sacchi (it) (1745)
- Évêque Pietro Saverio Antonini (1751)
- Évêque Giuseppe Maria Massoni (1751)